# Zwemmen op de Olympische Zomerspelen 2020 – 4×100 meter vrije slag vrouwen
De 4×100 meter vrije slag vrouwen op de Olympische Zomerspelen 2020 vond plaats op 24 juli 2021 met de series, en vervolgens op 25 juli 2021 met de finale. Na afloop van de series kwalificeerden de acht snelste ploegen zich voor de finale. Regerend olympisch kampioen was Australië.

## Records
Voorafgaand aan het toernooi waren dit het wereldrecord en het kampioenschapsrecord
| Wereldrecord     | Australië Shayna Jack Bronte Campbell Emma McKeon Cate Campbell      | 3.30,05 | Gold Coast     | 5 april 2018    |
| Olympisch record | Australië Emma McKeon Brittany Elmslie Bronte Campbell Cate Campbell | 3.30,65 | Rio de Janeiro | 6 augustus 2016 |

## Uitslagen

### Series
| Rang | Serie | Baan | Namen            | Land | Tijd    | Bijz. |
| ---- | ----- | ---- | ---------------- | --- | ------- | ----- |
| 1    | 2     | 4    | Australië        | Mollie O'Callaghan (53,08) Meg Harris (52,73) Madison Wilson (53,10) Bronte Campbell (52,82)                | 3.31,73 | Q     |
| 2    | 2     | 3    | Nederland        | Kim Busch (54,79) Ranomi Kromowidjojo (52,50) Marrit Steenbergen (54,32) Femke Heemskerk (51,90)            | 3.33,51 | Q     |
| 3    | 2     | 5    | Canada           | Kayla Sanchez (53,45) Taylor Ruck (54,16) Rebecca Smith (53,73) Penny Oleksiak (52,38)                      | 3.33,72 | Q     |
| 4    | 1     | 5    | Groot-Brittannië | Lucy Hope (54,37) Anna Hopkin (52,65) Abbie Wood (53,55) Freya Anderson (53,46)                             | 3.34,03 | Q     |
| 5    | 1     | 4    | Verenigde Staten | Olivia Smoliga (54,06) Catie DeLoof (53,42) Allison Schmitt (54,04) Natalie Hinds (53,28)                   | 3.34,80 | Q     |
| 6    | 2     | 6    | China            | Cheng Yujie (54,03) Zhu Menghui (53,48) Ai Yanhan (54,33) Wu Qingfeng (53,23)                               | 3.35,07 | Q     |
| 7    | 1     | 2    | Denemarken       | Pernille Blume (53,15) Signe Bro (53,19) Julie Kepp Jensen (54,72) Jeanette Ottesen (54,50)                 | 3.35,56 | Q     |
| 8    | 1     | 6    | Zweden           | Sarah Sjöström (52,95) Michelle Coleman (53,44) Louise Hansson (53,68) Sara Junevik (55,86)                 | 3.35,93 | Q     |
| 9    | 2     | 2    | Japan            | Chihiro Igarashi (54,10) Rikako Ikee (53,63) Natsumi Sakai (54,70) Rika Omoto (53,77)                       | 3.36,20 |       |
| 10   | 1     | 3    | Frankrijk        | Béryl Gastaldello (54,28) Charlotte Bonnet (53,05) Margaux Fabre (54,83) Anouchka Martin (54,45)            | 3.36,61 |       |
| 11   | 2     | 1    | Russische ploeg  | Darja Oestinova (54,75) Arina Soerkova (54,54) Jelizaveta Klevanovitsj (54,57) Veronika Androesenko (54,39) | 3.38,25 |       |
| 12   | 1     | 7    | Brazilië         | Larissa Oliveira (54,79) Ana Carolina Vieira (54,92) Etiene Medeiros (55,42) Stephanie Balduccini (54,06)   | 3.39,19 |       |
| 13   | 2     | 7    | Duitsland        | Lisa Höpink (54,83) Annika Bruhn (54,33) Marie Pietruschka (55,31) Hannah Küchler (54,86)                   | 3.39,33 |       |
| 14   | 2     | 8    | Tsjechië         | Barbora Seemanová (53,86) Kristýna Horská (56,72) Barbora Janíčková (55,89) Anika Apostalon (55,93)         | 3.42,40 |       |
| 15   | 1     | 1    | Hongkong         | Tam Hoi Lam (55,58) Camille Cheng (54,61) Stephanie Au (56,96) Ho Nam Wai (56.37)                           | 3.43,52 |       |

### Finale
| Rang   | Baan | Namen                                                                                         | Land             | Tijd    | Bijz. |
| ------ | ---- | --------------------------------------------------------------------------------------------- | ---------------- | ------- | ----- |
| Goud   | 4    | Bronte Campbell (53,01) Meg Harris (53,09) Emma McKeon (51,35) Cate Campbell (52,24)          | Australië        | 3.29,69 | WR    |
| Zilver | 3    | Kayla Sanchez (53,42) Margaret MacNeil (53,47) Rebecca Smith (53,63) Penny Oleksiak (52,26)   | Canada           | 3.32,78 |       |
| Brons  | 2    | Erika Brown (54,02) Abbey Weitzeil (52,68) Natalie Hinds (53,15) Simone Manuel (52,96)        | Verenigde Staten | 3.32,81 |       |
| 4      | 5    | Kim Busch (54,64) Ranomi Kromowidjojo (52,87) Kira Toussaint (54,14) Femke Heemskerk (52,05)  | Nederland        | 3.33,70 |       |
| 5      | 6    | Anna Hopkin (53,16) Abbie Wood (53,23) Lucy Hope (54,73) Freya Anderson (52,84)               | Groot-Brittannië | 3.33,96 |       |
| 6      | 8    | Sarah Sjöström (52,62) Michelle Coleman (53,62) Louise Hansson (53,51) Sophie Hansson (54,94) | Zweden           | 3.34,69 |       |
| 7      | 7    | Cheng Yujie (54,10) Zhu Menghui (53,54) Ai Yanhan (54,22) Wu Qingfeng (52,90)                 | China            | 3.34,76 |       |
| 8      | 1    | Pernille Blume (53,07) Signe Bro (53,78) Julie Kepp Jensen (54,46) Jeanette Ottesen (54,39)   | Denemarken       | 3.35,70 |       |